# Hesperophylax magnus
Hesperophylax magnus är en nattsländeart som beskrevs av Banks 1918. Hesperophylax magnus ingår i släktet Hesperophylax och familjen husmasknattsländor. Inga underarter finns listade i Catalogue of Life.